# Észak-Macedónia a Junior Eurovíziós Dalfesztiválokon
Észak-Macedónia (régebben Macedónia néven) tizennyolc alkalommal vett részt a Junior Eurovíziós Dalfesztiválon.
Az észak-macedón műsorsugárzó a Makedonska Radio Televizija, amely 1993 óta tagja az Európai Műsorsugárzók Uniójának, és 2003-ban csatlakozott a versenyhez.
Észak-Macedónia a legrégebb óta versenyző ország, amely még nem aratott győzelmet.

## Története

### Évről évre
Észak-Macedónia egyike annak a tizenhat országnak, melyek részt vettek a legelső, 2003-as Junior Eurovíziós Dalfesztiválon. Első részvételükön a tizenkettedik helyen végeztek, majd később 2009-ben, 2010-ben és 2011-ben is. A következő két évben bekerültek a legjobb 10-be: 2004-ben hetedikek, egy évvel később nyolcadikak lettek. 2006-ban, 2013-ban és 2015-ben utolsók lettek, ami az ország legrosszabb eredménye. 2007-ben és 2008-ban érték el legjobb helyezésüket, ami az ötödik helyet jelenti.
A 2012-es visszalépésük után viszont a 2013-as versenyen részt vettek. 2014-ben ismét visszaléptek, de 2015-ben újból képviseltették magukat a dalfesztiválon. 2016-ban, 2017-ben és 2018-ban egymás után háromszor végeztek a tizenkettedik helyen (az ország tizennégy részvétele közül nyolcszor végeztek tizenkettedikként). 2019-ben már hivatalosan is Észak-Macedónia névvel indul az ország. Ebben az évben hatodikak lettek és az ország eddigi legmagasabb pontszámát érték el a dalversenyen.
A 2020-ban a Covid19-pandémia miatt visszaléptek a versenytől. Észak-Macedónia 2021-ben visszatért a versenyhez, ekkor ismét a legjobb tíz között végeztek, kilencedik lettek. A következő évben nem tudták a jó eredményt megtartani, tizennegyedikek lettek a tizenhat fős mezőnyben. 2024-ben ennél is rosszabb eredményt értek el, ekkor utolsó előtti helyen végeztek.

### Nyelvhasználat
Észak-Macedónia eddigi tizenhét versenydalából tizenkettő teljes egészében macedón nyelvű, öt pedig macedón és angol kevert nyelvű volt.

## Résztvevők
| Év   | Előadó                                     | Dal                      | Magyar fordítás               | Helyezés | Pontszám |
| ---- | ------------------------------------------ | ------------------------ | ----------------------------- | -------- | -------- |
| 2003 | Marija és Viktorija                        | Ti ne me poznavas        | Nem ismersz rám               | 12.      | 19       |
| 2004 | Martina Szmiljanovszka                     | Zabava                   | Buli                          | 7.       | 64       |
| 2005 | Denisz Dimoszki                            | Rodendeszki baknezs      | Születésnapi csók             | 8.       | 68       |
| 2006 | Zana Aliu                                  | Vljubena                 | Szerelmesen                   | 15.      | 14       |
| 2007 | Roszica Kulakova és Dimitar Sztojmenovszki | Ding Ding Dong           | —                             | 5.       | 111      |
| 2008 | Bobi Andonov                               | Prati mi SMS             | Küldj nekem egy SMS-t!        | 5.       | 93       |
| 2009 | Sara Markoska                              | Za ljubovta              | A szerelemért                 | 12.      | 31       |
| 2010 | Anja Veterova                              | Eooo, Eooo               | —                             | 12.      | 38       |
| 2011 | Dorijan Dlaka                              | Zsimi ovoj frak          | Esküszöm, ez egy frakk        | 12.      | 31       |
|      |                                            |                          |                               |          |          |
| 2013 | Barbara Popović                            | Ohrid i muzika           | Ohrid és a zene               | 12.      | 19       |
|      |                                            |                          |                               |          |          |
| 2015 | Ivana Petkovszka és Magdalena Alekszovszka | Pletenka – Braid of Love | Fonat – A szerelem fonata     | 17.      | 26       |
| 2016 | Martija Stanojković                        | Love Will Lead Our Way   | A szeretet vezet az utunkon   | 12.      | 41       |
| 2017 | Mina Blažev                                | Dancing Through Life     | Életen át táncolni            | 12.      | 69       |
| 2018 | Marija Spasovska                           | Doma                     | Otthon                        | 12.      | 99       |
| 2019 | Mila Moskov                                | Fire                     | Tűz                           | 6.       | 150      |
|      |                                            |                          |                               |          |          |
| 2021 | Dajte muzika                               | Green Forces             | Zöld erők                     | 9.       | 114      |
| 2022 | Lara, Jovan & Irina                        | Životot e pred mene      | Az életem előttem             | 14.      | 54       |
| 2023 | Tamara Grujeska                            | Kaži mi, kaži mi koj     | Mondd meg, mondd meg, kicsoda | 12.      | 76       |
| 2024 | Ana & Aleksej                              | Marathon                 | Maraton                       | 16.      | 54       |
| 2025 | Nela Mancheska                             |                          |                               |          |          |

## Szavazástörténet

### 2003–2024
| Hely | Ország           | Pont |
| ---- | ---------------- | ---- |
| 1.   | Szerbia          | 97   |
| 2.   | Örményország     | 79   |
| 3.   | Grúzia           | 74   |
| 4.   | Fehéroroszország | 70   |
| 5.   | Málta            | 66   |
| 6.   | Oroszország      | 65   |
| 7.   | Spanyolország    | 63   |
| 8.   | Ukrajna          | 58   |
| 9.   | Horvátország     | 44   |
| 10.  | Hollandia        | 39   |

| Hely | Ország           | Pont |
| ---- | ---------------- | ---- |
| 1.   | Szerbia          | 66   |
| 2.   | Málta            | 50   |
| 3.   | Albánia          | 48   |
| 4.   | Oroszország      | 39   |
| 5.   | Hollandia        | 39   |
| 7.   | Fehéroroszország | 36   |
| 7.   | Ukrajna          | 35   |
| 8.   | Örményország     | 35   |
| 9.   | Lengyelország    | 34   |
| 10.  | Románia          | 32   |

Észak-Macedónia még sosem adott pontot a döntőben a következő országoknak: Izrael, San Marino, Svájc és Wales
Észak-Macedónia még sosem kapott pontot a döntőben a következő országoktól: Észtország és Szlovénia

## Háttér
| Év   | Rendező     | Kommentátor                                      | Pontbejelentő                                    |
| ---- | ----------- | ------------------------------------------------ | ------------------------------------------------ |
| 2003 | Koppenhága  | Milanka Rašik                                    | N/A                                              |
| 2004 | Lillehammer | Milanka Rašik                                    | Filip                                            |
| 2005 | Hasselt     | Milanka Rašik                                    | Vase Dokovskin                                   |
| 2006 | Bukarest    | Milanka Rašik                                    | Denis Dimoski                                    |
| 2007 | Rotterdam   | Milanka Rašik                                    | Mila Zafirović                                   |
| 2008 | Limassol    | Ivona Bogoevska                                  | Marija Zafirovska                                |
| 2009 | Kijev       | Dime Dimitrovski                                 | Jovana Krstevska                                 |
| 2010 | Minszk      | Toni Drenkovski és Monika Todorovska             | Sara Markoska                                    |
| 2011 | Jereván     | Elizabeta Cebova                                 | Anja Veterova                                    |
| 2012 | Amszterdam  | Nem vettek részt és nem közvetítették a versenyt | Nem vettek részt és nem közvetítették a versenyt |
| 2013 | Kijev       | Tina Teutovic és Spasija Veljanoska              | Sofija Spasenoska                                |
| 2014 | Marsa       | Nem vettek részt és nem közvetítették a versenyt | Nem vettek részt és nem közvetítették a versenyt |
| 2015 | Szófia      | Tina Teutovic és Spasija Veljanoska              | Aleksandrija Čaliovski                           |
| 2016 | Valletta    | Eli Tanaskovska                                  | Antonija Dimitrijevska                           |
| 2017 | Tbiliszi    | Tina Tautovic                                    | Kjara Blažev                                     |
| 2018 | Minszk      | Eli Tanaskovska                                  | Arina Pekhtereva                                 |
| 2019 | Gliwice     | Eli Tanaskovska                                  | Magdalena                                        |
| 2020 | Varsó       | Eli Tanaskovska                                  | Nem vettek részt                                 |
| 2021 | Párizs      | Eli Tanaskovska                                  | Fendi                                            |
| 2022 | Jereván     | Eli Tanaskovska                                  | Mariam Mamadashvili                              |
| 2023 | Nizza       | Eli Tanaskovska                                  | Sofya Lyubinskaya                                |
| 2024 | Madrid      | Eli Tanaskovska                                  | Aleksandra Mitevska                              |
| 2025 | Tbiliszi    | N/A                                              | N/A                                              |

## Galéria

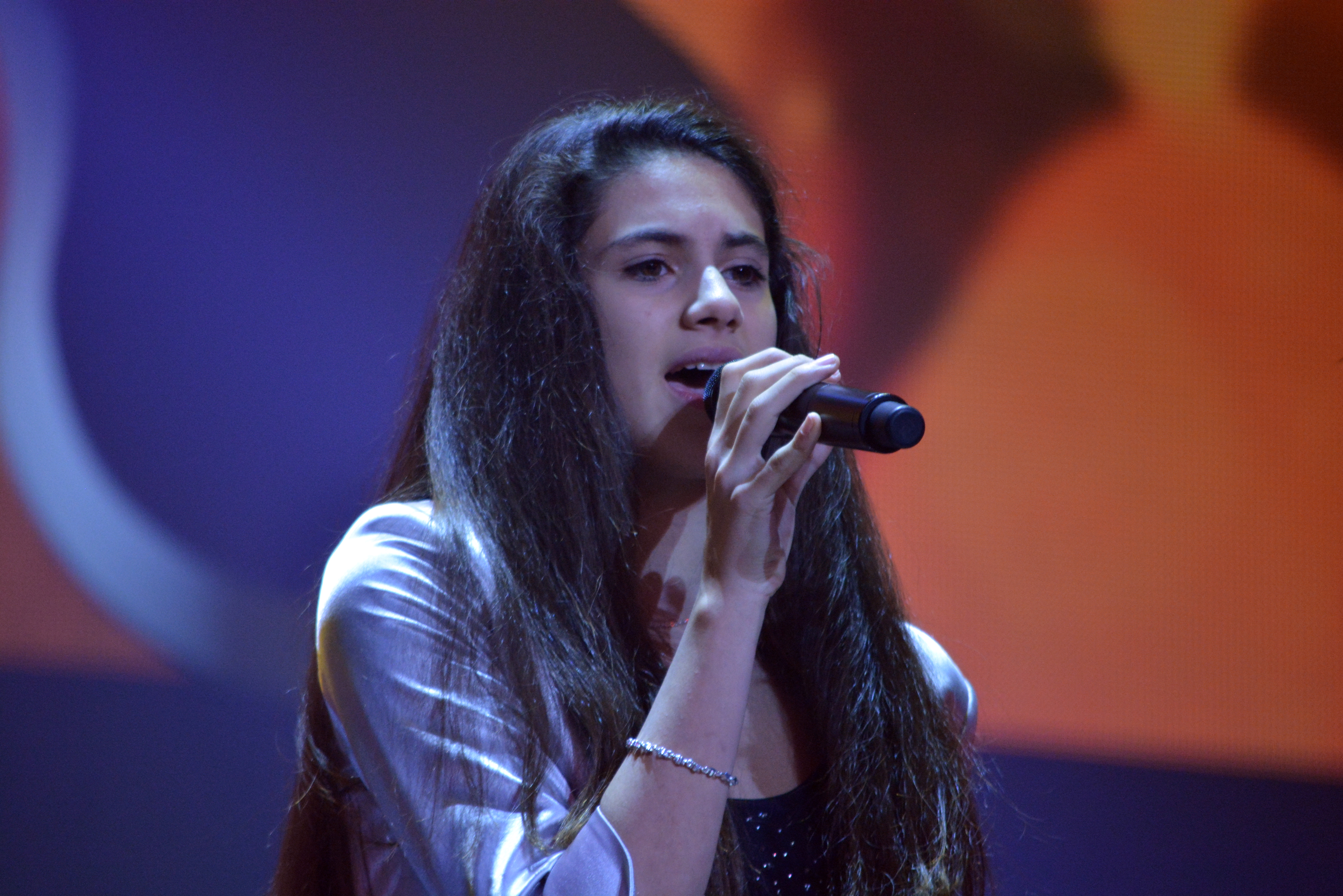
Barbara Popović Kijevben (2013)
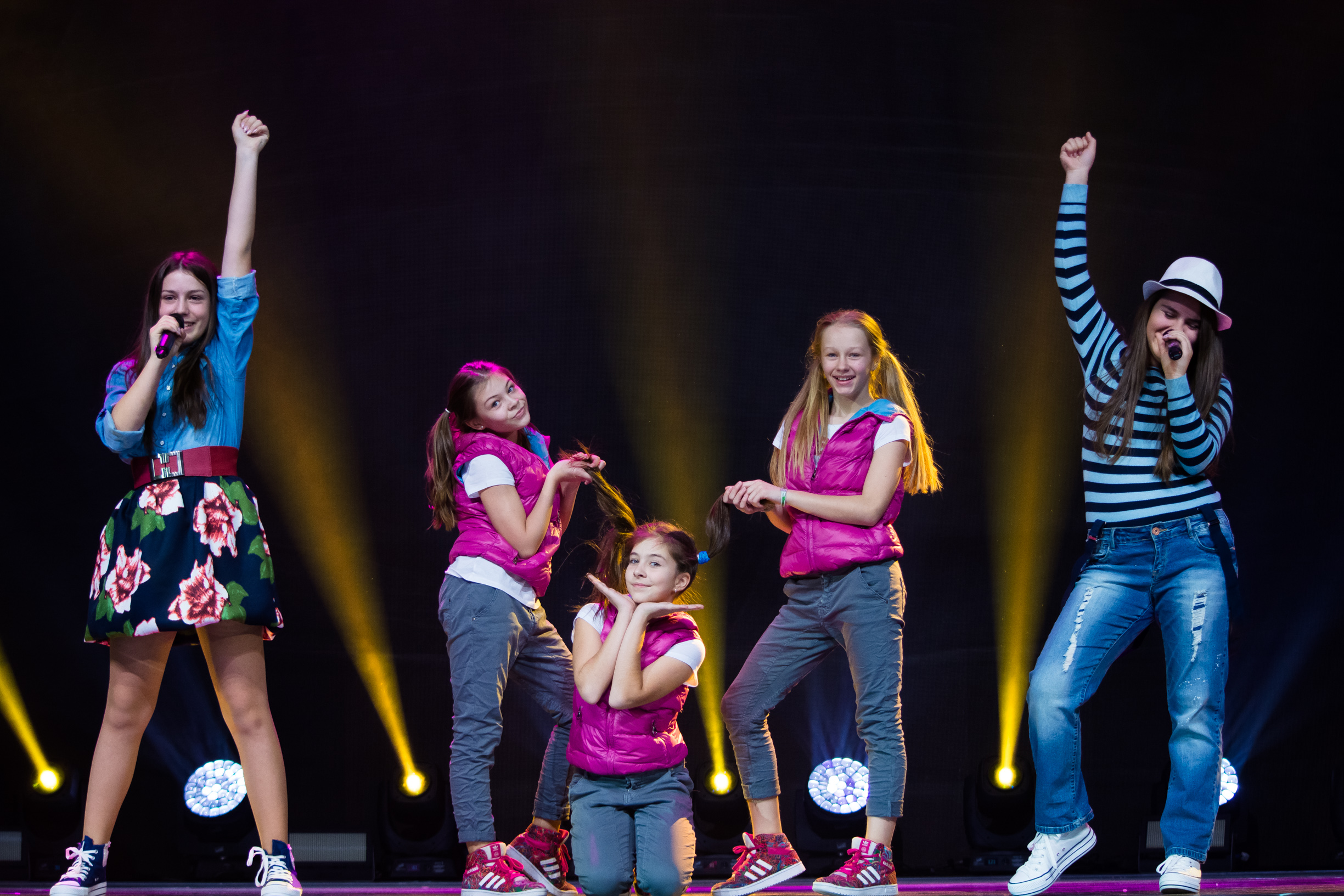
Ivana és Magdalena  Szófiában (2015)
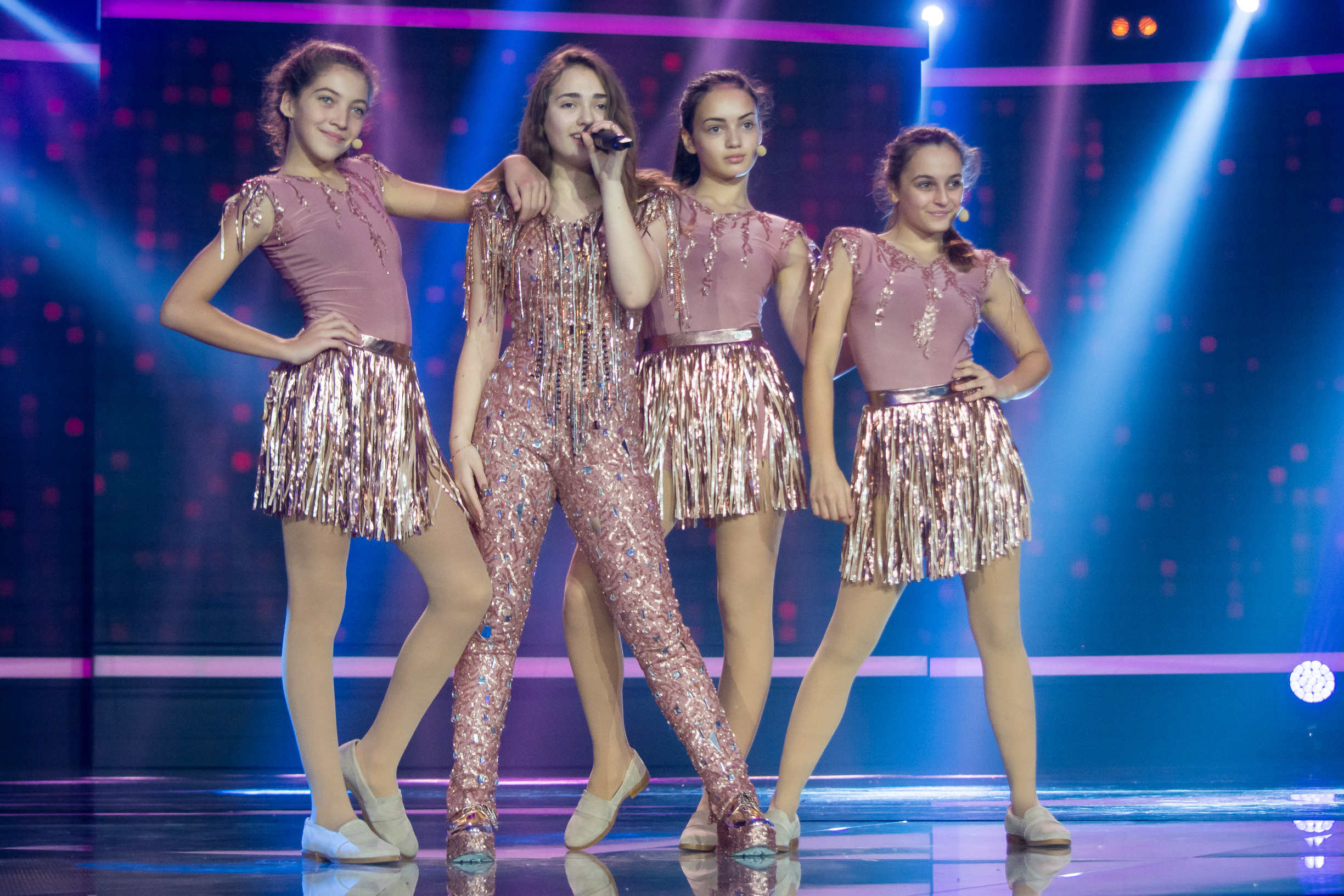
Martija Stanojković Vallettán (2016)
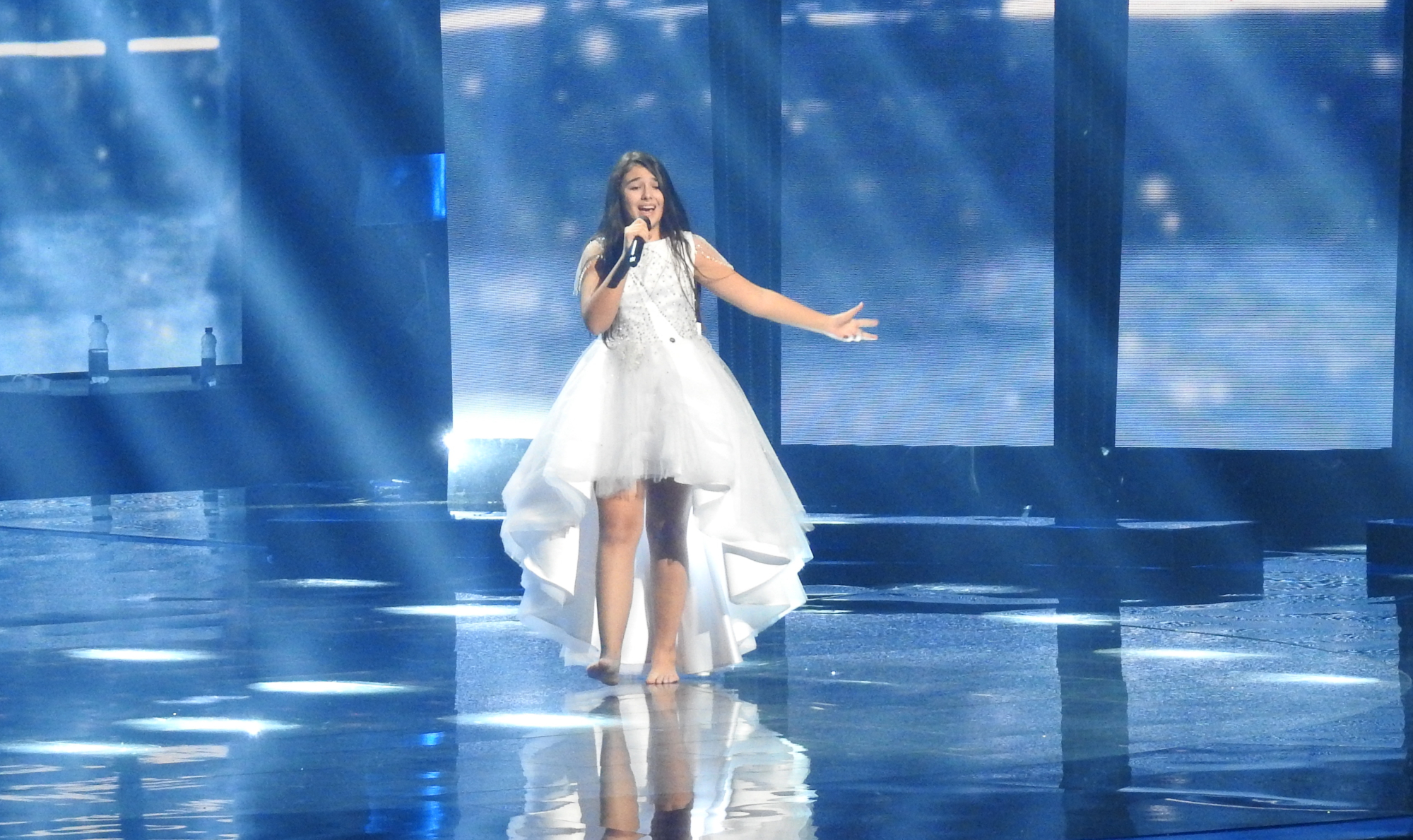
Marija Spasovska Minszkben (2018)
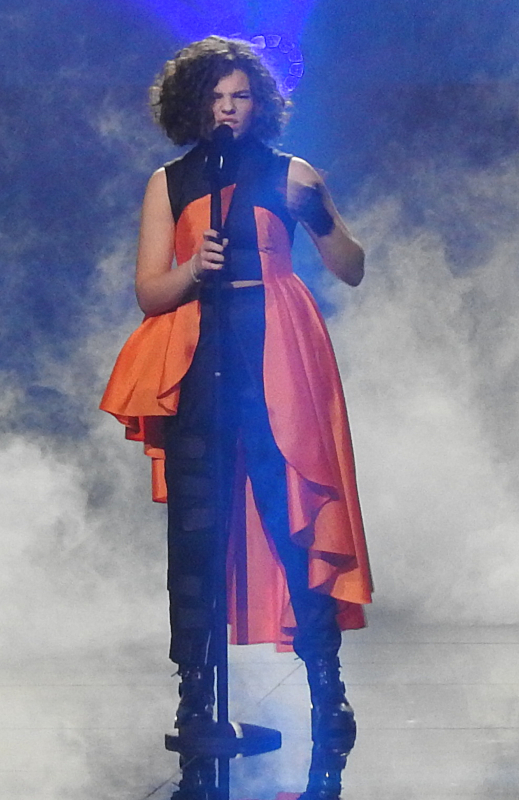
Mila Moskov Gliwicében (2019)
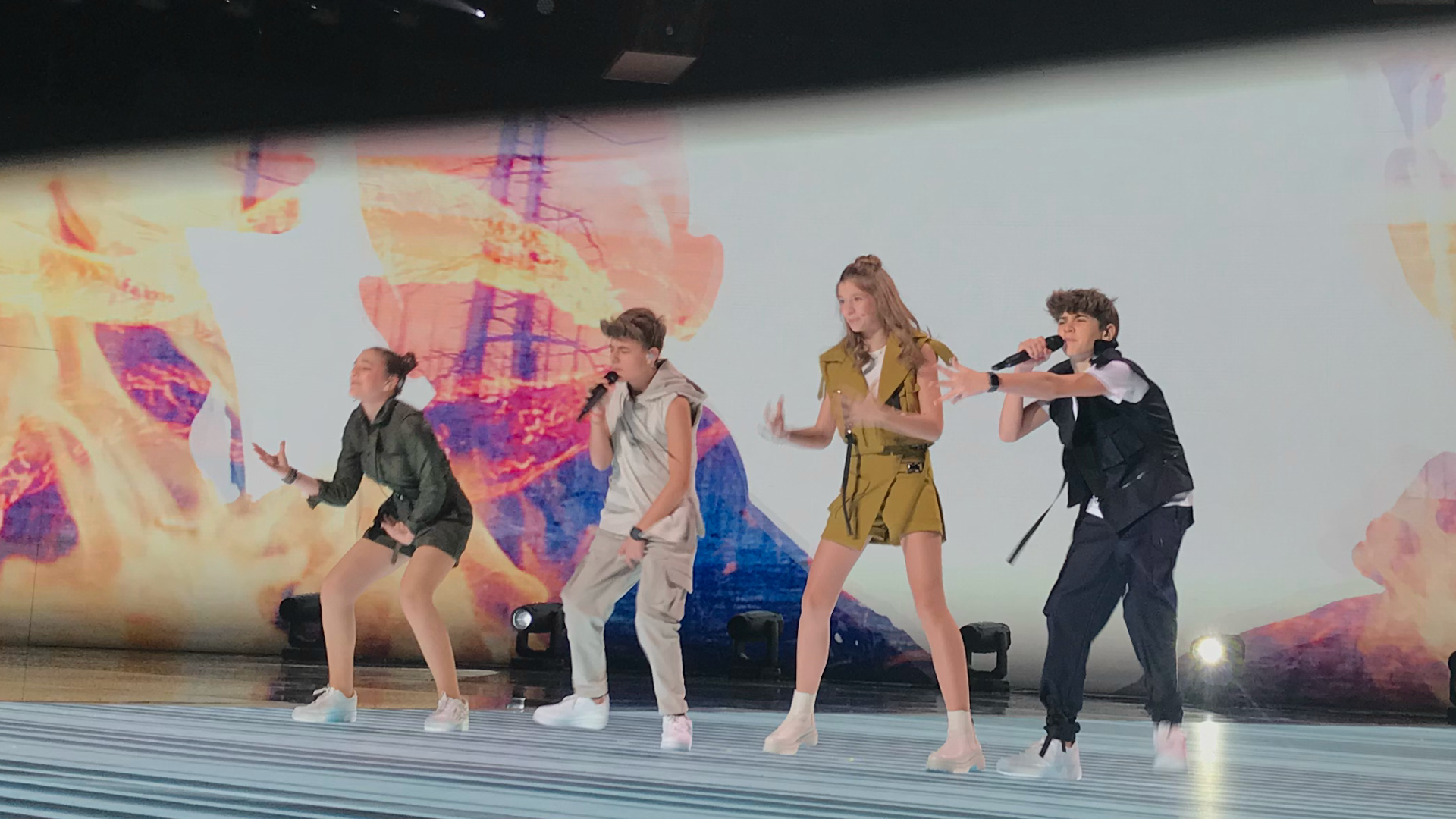
A Dajte Muzika Párizsban (2021)

## Lásd még
- Észak-Macedónia az Eurovíziós Dalfesztiválokon